# Maria de Lourdes de Mello e Castro
Maria de Lourdes Campeão de Melo e Castro Esteves de Brito ComIH (Tomar, Tomar, 24 de outubro de 1903 — Santa Isabel, Lisboa, 28 de julho de 1996) foi uma pintora naturalista portuguesa do século XX.

## Biografia
Nasceu na Rua dos Oleiros, freguesia e concelho de Tomar, no dia 24 de outubro de 1903. Era filha única do proprietário e agricultor Diniz de Mello e Castro Esteves de Brito, natural da freguesia e concelho de Figueiró dos Vinhos, e de Maria Adelinda Delgado Campeão, doméstica, natural da freguesia e concelho de Tomar, descendente de uma família de nobreza rural proveniente de Alpedrinha e fixada em Tomar.
Casou a 16 de Agosto de 1937, na capela da Quinta das Avessadas, em Tomar, propriedade da sua família, com o médico-cirurgião de gastroenterologia Guilherme Pinto Rodrigues da Costa (Alvellos), natural do Porto (freguesia de Cedofeita), filho do Visconde de Alvellos. Guilherme Pinto Rodrigues da Costa morreu a 25 de dezembro de 1964, na freguesia de Santa Isabel, em Lisboa.
Foi uma pintora portuguesa do século XX, cuja obra se enquadra na corrente estética da naturalismo.
Foi discípula de José Malhoa, de 1921 até à morte do pintor. Da obra de Maria de Lourdes destacam-se a pintura de género, a paisagem e o retrato, bem como o uso do pastel.
Escreve Nuno Saldanha que «é efectivamente no género, que se consubstancia a essência da originalidade da pintura de Maria de Lourdes, não obstante, como vimos, alguns críticos não o terem entendido na época. Através de uma visão própria, na expressão das poses características do seu meio social, aristocrático e rural, em constantes encenações do quotidiano, a pintura converte-se numa espécie de "diário visual", do seu mundo feminino, de emoções, confidências, e relacionamentos sociais que, de certo modo, se mostra particularmente inovador no panorama da pintura portuguesa novecentista.»
Morreu a 28 de julho de 1996, na freguesia de Santa Isabel, em Lisboa.

## Reconhecimento
A 10 de Junho de 1991, foi agraciada com o grau de Comendador da Ordem do Infante D. Henrique.
A Câmara Municipal de Tomar homenageou a pintora dando o seu nome a uma avenida, ao passo que a Câmara de Lisboa lhe concedeu uma rua. 

## Exposições
Participou nas seguintes exposições: 
1948 - Exposição de Arte Portuguesa em Luanda e Lourenço Marques
1957 - Galeria Pórtico - IV exposição colectiva de artistas plásticos
1966 - Museu Arte Popular - As artes ao serviço da nação
1979 - Paris - Exposição de Retrato Paul-Weiller
1982 - Fundação Calouste Gulbenkian - Os Anos 40 na Arte Portuguesa
1983 - Câmara Municipal de Tomar - Exposição Retrospectiva de Homenagem
1989 - Fundação Calouste Gulbenkian/ Museu José Malhoa - Grande Exposição Retrospectiva.

2003-2004 - Centro Cultural de Belém